# عشى
العَشَى أو العَشَا أو العَشَاوَة أو الشَّبْكَرَة (بالإنجليزية: Nyctalopia)‏ هي حالة يكون من الصعب فيها، بل ومن المستحيل، الرؤية في الضوء الخافت، ويعتبر عرض من أعراض أمراض العين المتعددة. قد يُصاب الإنسان بالعشاوة منذ ولادته أو قد يأتي نتيجة لإصابة أو سوء تغذية (على سبيل المثال، نقص فيتامين أ). توصف العشاوة على أنها عدم قدرة العين على التكيف مع الظلام.
وإن السبب الأكثر شيوعاً للإصابة بالعشى يعد التهاب الشبكية الصباغي وهو خلل يتسبب في فقدان الخلية العصوية في الشبكية قدرتها تدريجيًا على الاستجابة للضوء. ونجد أن المرضى الذين يعانون من هذه الحالة الموروثة يصابون بالعشاوة تدريجيًا حتى ينتهي بهم الأمر باحتمالية تأثُر قدرتهم على الرؤية أثناء النهار. وفي حالة الإصابة بالعمى الليلي الخلقي الثابت الذي يظهر منذ الولادة، إما ألا تعمل العصيات على الإطلاق أو أن تعمل بنسبة ضئيلة جداً ولكن لن تزداد الحالة سوءًا. وهناك سبب آخر يتسبب في الإصابة بالعشاوة وهو نقص الرتينول أو فيتامين أ والذي يوجد في زيوت الأسماك والكبد ومنتجات الألبان.
وعلى النقيض نجد مشكلة الخفش وهو عدم القدرة على الرؤية في الضوء الساطع، وتعتبرهذه المشكلة أقل شيوعًا.
وبما أن المنطقة الخارجية من الشبكية تتكون من العصيات بنسبة أكثر من الخلايا الشبكية المخروطية، فإن فقدان الرؤية المحيطية غالبًا ما يؤدي إلى الإصابة بالعشاوة.
وبالنسبة للأشخاص المصابون بالعشاوة، لا يقتصر الأمر على ضعف رؤيتهم في الليل بل أيضًا تحتاج أعينهم للمزيد من الوقت للتكيف مع المناطق المعتمة بعد أن كانت تنظر إلى مناطق ذات إضاءة زاهية؛ بالإضافة إلى ذلك، قد ينخفض معدل التباين في الرؤية.
وتحتوي العصيات على بروتين مُستقبِل يدعى رودوبسين. فعندما يقع الضوء على رودوبسين، يخضع لسلسلة من التغييرات المطابقة التي تولد في النهاية إشارات كهربائية تنتقل إلى الدماغ بالعصب البصري ويتجدد الرودوبسين في غياب الضوء. يخلق الجسم رودوبسين من فيتامين أ؛ ما يتسبب في ضعف الرؤية الليلية نتيجة لنقص فيتامين أ.
نادرًا ما تسفر جراحة العين الانكسارية (خاصةً عملية استئصال القرنية التنكسية الضوئية بمضاعفات الضباب) عن انخفاض في حدة وقت الليل الفضلي كنتيجة لإتلاف وظيفة حساسية التباين الناجمة عن انتشار الضوء داخل العين بسبب تدخل جراحي في سلامة الهيكل الطبيعي للقرنية.

## ميكانيكية المرض
تحتوي شبكية العين على نوعين من الخلايا هما العصي ووظيفتها الرئيسية وهي دعم الرؤية في الضوء الخافت ورؤية الأبيض والأسود، والمخاريط ووظيفتها ودعم الرؤية بالنهار وإدراك الألوان.
أثناء الليل تسقط الأشعة الضوئية على خلايا العصي التي تحتوي في الجزء الخارجي منها على مادة ملونة تعرف باسم الرودوبسين تتكون من مادة بروتينية وفيتامين أ وهي تتكون تلقائيا وباستمرار من اتحادهما، فيحدث في هذه المادة تحول ضوئي كيميائي - من أثر الضوء - وينتج عنه إثارة عصبية تمر بالأجزاء المختلفة للشبكية ومنها للعصب البصري إلى المخ فتتم عملية الإبصار.
في حالة المريض المصاب بالعشى ولأسباب مختلفة تختل وظيفة خلايا العصي مما يضعف قوة الإبصار في الإضاءة الخافتة وأثناء الليل.

## الأسباب
- التهاب الشبكية الصباغي
- انفصال الشبكية
- بعض الأدوية مثل الفينوثيازينات[9]
- داء أغوشي
- حسر مرضي
- مرض الماء الأبيض (القشرية المحيطية)
- جراحة العين الانكسارية (ليزك واستئصال القرنية العلاجي الضوئي وبضع القرنية الشعاعية)

- التنكس البقعي الالتهابي الزائف Sorsby (تنكس بقعي)

- أسباب وراثية كحالات نقص المادة الصبغية رودوبسين الموجودة في خلايا العصي الموجودة في شبكية العين وحالات التهاب الشبكية الصباغي ومتلازمة أشر-هولجرين.
- نقص فيتامين أ في الدم نتيجة سوء التغذية خصوصًا في الأطفال.
- تنكس المشيمية
- إرتفاع ضغط العين (المياه الزرقاء)

## الأعراض
- عدم القدرة على الرؤية ليلاً أو في الضوء الخافت.
- تكرار إحمرار والتهاب العين.
- تأثر المجال البصري بحيث يشعر المريض بتقلص نظره الجانبي وكأنه ينظر إلى الأشياء من خلال أنبوب أو أسطوانة ضيقة.[8]
- زغللة الرؤية.
- ظهور فقاقيع رمادية اللون على بياض العين.
- جفاف قرنية العين.

## مرض العشي بالنسبة للحيوانات
ويعتبر العمى الليلي الثابت الخلقي أيضًا اضطراب متعلق بطب العيون يظهر في الخيول ذات نمط البقع الشبيهة بالفهود مثل أبالوزا. فهو يظهر منذ الولادة (خلقي) ولا يرتبط بنوع الجنس ولا تزداد خطورته ويؤثر على رؤية الحيوانات في حالات الضوء الخافت.  وعادةً ما يتم تشخيص العمى الليلي الثابت الخلقي بناءً على ملاحظات الشخص المالك للخيل نفسه، ولكن بعض الخيول لديها عيون غير طبيعية ملحوظة: عيون غير متوائمة (حَوَل ظهراني إنسي) أو حركات عين لا إرادية (رأرأة). ولطالما ارتبط العمى الليلي الثابت الخلقي بالنسبة للخيول مع الخيل الأرقط (الأشهب) منذ عام 1970. وفي دراسة أجريت عام 2008، وُضِعَت نظرية تفيد بأنه يرتبط كلٍ من العمى الليلي الثابت الخلقي والخيل الأرقط (الأشهب) بجين المستقبلات العابرة المحتملة لقناة الكاتيون، الفئة الفرعية M، العضو 1. إن منطقة كروموسوم 1 في الخيل التي تم توضيع جين Lp إليها يرمز أيضًا إلى بروتين يحول أيونات الكالسيوم؛ الأمر الذي يعتبر عاملاً رئيسيًا في إرسال النبضات العصبية. ويوجد هذا البروتين، الذي عُثِر عليه في الشبكية والجلد، في النسب المئوية بالاحتياط الجزئي من المستويات العادية الموجودة في خيول Lp/Lp للزيجوت المتماثلة الألائل ومن ثم يهدد التفاعل الكيميائي الأساسي لنقل نبضات الأعصاب.

## العلاج
يختلف علاج العشى باختلاف سبب الحالة :
- في الحالات التي ينشأ فيها العشى من نقص فيتامين أ فإن العلاج يعتمد، العلاج على تناول الأغذية الغنية بمكونات فيتامين أ كالخضراوات مثل الجزر واللفت والخس والسبانخ والبطاطا والقرنبيط، والفاكهة الصفراء كالخوخ والمشمش والمانجو.[13] ويؤخذ فيتامين أ علاجًا بالفم بجرعات 2500-5000 وحدة دولية يومياً، وتزداد هذه الجرعة في حالات الحمل والرضاعة.[14]
- وفي الحالات التي ينتج فيها العشى عن الجلوكوما أو المياه البيضاء، لابد من علاج المرض الأساسي؛ فبعلاجه يُعالج العشى الليلي.[8]